# Homo ergaster
Homo ergaster là một loài đã tuyệt chủng của chi Người từng sinh sống ở miền đông và miền nam châu Phi vào đầu thế Pleistocen. Theo các nguồn khác nhau thì từ khoảng 1,8 tới 1,3 triệu năm trước hoặc từ 1,9 tới 1,4 triệu năm. Hiện nay vẫn còn tồn tại bất đồng về phân loại, tổ tiên, và hậu duệ của H. ergaster, nhưng nói chung người ta chấp nhận rằng loài này là tổ tiên trực tiếp của các dạng người xuất hiện muộn hơn, như Homo heidelbergensis, Homo sapiens, Homo neanderthalensis và có thể cả Homo erectus.